# Setina fumosa
Setina fumosa är en fjärilsart som beskrevs av Aurivillius 1891. Setina fumosa ingår i släktet Setina och familjen björnspinnare. Inga underarter finns listade i Catalogue of Life.